# Метанефридии
Метанефридии (лат. metanephridia, от meta… «после» + др.-греч. νεφρός «почка») — парные органы выделения большинства целомических беспозвоночных. Имеют вид извилистых железистых трубок эктодермального происхождения, которые одним концом, мерцательной воронкой (нефростомом), открываются в целомические мешки, а другим (нефропором) — наружу. В типичном своем виде метанефридии встречаются у кольчатых червей. У ракообразных и хелицеровых видоизменяются в коксальные и щупальцевые железы. Образовались метанефридии в процессе эволюции из протонефридиев.